# Nothrus sadoensis
Nothrus sadoensis är en kvalsterart som beskrevs av K. Fujikawa 1999. Nothrus sadoensis ingår i släktet Nothrus och familjen Nothridae. Inga underarter finns listade i Catalogue of Life.